# Municipio de Mill Creek (condado de Lycoming)
El municipio de Mill Creek  (en inglés: Mill Creek Township) es un municipio ubicado en el condado de Lycoming en el estado estadounidense de Pensilvania. En el año 2000 tenía una población de 572 habitantes y una densidad poblacional de 19.4 personas por km².

## Geografía
El municipio de Mill Creek se encuentra ubicado en las coordenadas 41°18′30″N 76°47′15″O / 41.30833, -76.78750.

## Demografía
Según la Oficina del Censo en 2000 los ingresos medios por hogar en la localidad eran de $50,139 y los ingresos medios por familia eran $51,346. Los hombres tenían unos ingresos medios de $36,875 frente a los $25,694 para las mujeres. La renta per cápita para la localidad era de $22,034. Alrededor del 2,2% de la población estaban por debajo del umbral de pobreza.